# Estatut de Cura
L'Estatut d'autonomia per Mallorca, Menorca, Eivissa i Formentera, més conegut com a estatut de Cura, fou l'avantprojecte que el març de 1977 presentà l'Assemblea Popular al santuari de Cura (Mallorca). Aquesta era formada pel Partit Socialista de les Illes, el Moviment Comunista de les Illes Balears, el Partit del Treball d'Espanya i Partit Socialista d'Alliberament Nacional. La iniciativa també tingué el suport de l'Obra Cultural Balear, Unió de Pagesos, el Congrés de Cultura Catalana i un bon grapat d'intel·lectuals nacionalistes i progressistes.
L'Assemblea Popular fou impulsada pel PSI com a alternativa a l'Assemblea Democràtica de Mallorca que consideraven estancada pel que feia al procés autonòmic. La presentació fou al cim del Puig de Randa. Arreplegà la majoria del món nacionalista, per bé que la presència de representants del PCE en el darrer moment provocà alguns enfrontaments.
Els principals punts eren:
- L'autonomia absoluta per cada illa
- Un òrgan suprainsular coordinador
- Dret a l'autodeterminació
- Oficialitat de la llengua catalana
- Possibilitat de federació entre els Països Catalans
- Aprovació de l'estatut prèvia a la constitució

Tot i que el projecte acceptava modificacions fou rebutjat tant per la majoria de representants de Mallorca i Menorca. La majoria de formacions mallorquines consideraven maximalistes les propostes i criticaven la unilateralitat del document. Els representants de Menorca qüestionaren que fos fet sense comptar amb les altres illes. Només rebé el suport parcial del diari Última Hora a través d'una editorial on ho considerava una primera passa des d'on treballar.
El fracàs de la iniciativa portà a que el seu principal impulsor, el PSI, transités cap a posicions més moderades.